# Reston (Virginia)
Reston es un lugar designado por el censo en el  condado de Fairfax, Virginia  (Estados Unidos). Según el censo de 2010 tenía una población de 58.404 habitantes.
De acuerdo con  United States Census Bureau, tiene una superficie de 45,0 km ², de los cuales 44,4 km ² están cubiertos por tierra y 0,6 km ² están cubiertos por agua.

## Historia
El terreno sobre el que se sienta Reston era propiedad inicialmente de  Lord Fairfax durante el siglo XVIII. C.A. Wiehle  compró las tierras más adelante en la década de 1880. Murió después de la construcción de varios edificios. Sus hijos no compartían su visión, y vendieron  la tierra a  A. Smith Bowman, quien construyó una destilería de whisky en el sitio, manteniendo una granja en la mayoría de la zona,  7300 acres (30 km²). Un desarrollo de oficinas de ventas  y una carretera que lleva su nombre. En 1961, Robert E. Simon compró  la mayor parte de la tierra, a excepción de 60 acres (240.000 m²) en la que la destilería de Bowman siguió funcionando hasta 1987.

## Demografía
Según el censo del 2000, Reston tenía 56.407 habitantes, 23.320 viviendas, y 14.481 familias. La densidad de población era de 1.269,9 habitantes por km².
De las 23.320 viviendas en un 29,6%  vivían niños de menos de 18 años, en un 50,2%  vivían parejas casadas, en un 8,9% mujeres solteras, y en un 37,9% no eran unidades familiares. En el 29,3% de las viviendas  vivían personas solas el 5,2% de las cuales correspondía a personas de 65 años o más que vivían solas. El número medio de personas viviendo en cada vivienda era de 2,4 y el número medio de personas que vivían en cada familia era de 2,99.
Por edades la población se repartía de la siguiente manera: un 22,5% tenía menos de 18 años, un 6,9% entre 18 y 24, un 36,3% entre 25 y 44, un 27% de 45 a 60 y un 7,3% 65 años o más.
La edad media era de 36 años.  Por cada 100 mujeres de 18 o más años  había 93,1 hombres.
La renta media por vivienda era de 80.018$ y la renta media por familia de 94.061$. Los hombres tenían una renta media de 70.192$ mientras que las mujeres 45.885$. La renta per cápita de la población era de 42.747$. En torno al 3,2% de las familias y el 4,5% de la población estaban por debajo del umbral de pobreza.

## Localidades adyacentes
El siguiente diagrama muestra a las localidades más próximas a Reston.